# Франсин Ривърс
Франсин Ривърс (на английски: Francine Rivers) е американска писателка на произведения в жанра драма, исторически любовен роман и вдъхновяваща християнска литература.

## Биография и творчество
Франсин Сандра Ривърс е родена на 12 май 1947 г. в Бъркли, Калифорния, САЩ, в семейството на Евърет Мелбърн, следовател, и Уилфрида Матилда, медицинска сестра. През 1969 г. завършва университета на Небраска с бакалавърска степен по английски език и журналистика.
По време на следването си и след дипломирането си работи на различни места – през лятото на 1967 г. е репортер към „Pleasanton Times“, през лятото на 1968 г. е детска възпитателка, в периода 1969 – 1970 г. е стюардеса към „Transinternational Airlines“ в Оукланд, а в периода 1970 – 1973 г. е секретар към Калифорнийската белодробна асоциация в Оукланд, както и на някои други места. През 1974 г. получава преподавателска квалификация в Калифорнийския държавен университет в Хейуърд и после е учителка в Оукланд, а в периода 1974 – 1977 г. е предучилищна учителка във Военноморската авиационна станция Аламида. От 1977 г. е писател на свободна практика.
На 21 декември 1969 г. се омъжва за Ричард Ривърс, бизнесмен. Имат три деца – Тревър Уилям, Шанън Мориа и Травис Ричард.
След като свекърва ѝ дава за четене няколко любовни романа, тя решава да пише в този жанр. Първият ѝ му роман „Kathleen“ е издаден през 1979 г. През следващите няколко години тя пише исторически любовни романи. През 1986 г. печели първата си престижна награда РИТА за историческия си роман „Не толкова дива мечта“ (Not So Wild a Dream).
През 1986 г. се насочва към жанра на вдъхновяващата християнска литература и започва да пише върху повече християнски теми. Първият ѝ роман от новата ѝ насока, „Изкупителна любов“ (Redeeming Love) е издаден през 1991 г. В романа пресъздава библейска история в американския Запад от 1850-те и разказва историята на проститутката Ейджъл, която се посвещава на християнството чрез стоическото търпение и любов на пограничния фермер Майкъл Осия. През 2022 г. романът е екранизиран в едноименния филм с участието на Абигейл Коуен и Том Люис, а тя е съсценарист и продуцент.
Всички следващи романи на писателката следват избрания жанр, в който мъжът и жената са свързани с връзката им с Бога. Нейната вдъхновяваща поредица „Знакът на лъва“, чието действие се развива в древен Рим и засяга преследването на ранните християни, е издадена в над половин милион копия, а два от романите ѝ от нея получават наградата РИТА за най-добър вдъхновяващ любовен роман. Романът ѝ „The Scarlet Thread“ (Алената нишка) също получава наградата. Романът ѝ „Последният грешник“ (The Last Sin Eater) от 1998 г. е екранизиран в едноименния филм.
Произведенията на писателката попадат в списъците на бестселърите. Те са преведени на над 30 езика по света. Включена е в Залата на славата на Асоциацията на писателите на любовни романи на Америка. Удостоена е и с наградата на Асоциацията на американските писатели на християнска литература, както и други награди.
Франсин Ривърс живее със семейството си в Северна Калифорния.

## Произведения

### Самостоятелни романи
- Kathleen (1979)[1]
- Sycamore Hill (1981)[2][3][4]
- Rebel in His Arms (1981)
- This Golden Valley (1983)
- Hearts Divided (1983)
- Sarina (1983) – награда за уестърн и награда на читателите
- Kathleen (1984)
- Heart in Hiding (1984)
- Pagan Heart (1985)
- Not So Wild a Dream (1985) –
- Outlaw's Embrace (1986)
- A Fire in the Heart (1987)
- Redeeming Love (1991)
- The Scarlet Thread (1996) – награда РИТА
- The Atonement Child (1997)
Плодът на изкуплението, изд. „Менора прес“ (1999), прев. Петър Ганев[5]
- The Last Sin Eater (1998)
- Leota's Garden (1999)
- The Shoe Box (1999)
- And the Shofar Blew (2003)
- Bridge to Haven (2014)
- The Masterpiece (2018)
- The Lady's Mine (2022)

### Серия „Знакът на лъва“ (Mark of the Lion)
1. A Voice in the Wind (1993)[1][2]
Глас във вятъра, изд. „Менора прес“ (2000), прев. Петър Ганев
2. An Echo in the Darkness (1995) – награда РИТА
Ехо в тъмнината, изд. „Менора прес“ (2001), прев. Валентин Генов[5]
3. As Sure as the Dawn (1995) – награда РИТА
Неизбежно утрото, изд. „Менора прес“ (2003), прев. Петър Ганев[5]

### Серия „Родословие на благодатта“ (Lineage of Grace)
1. Unveiled (1999)[1]
2. Unashamed (2000)
3. Unshaken (2001)
4. Unspoken (2001)
5. Unafraid (2001)

### Серия „Синовете на поощрението“ (Sons of Encouragement)
1. The Priest (2004)[1]
2. The Warrior (2005)
3. The Prince (2005)
4. The Prophet (2006)
5. The Scribe (2007)

### Серия „Наследството на Марта“ (Marta's Legacy)
1. Her Mother's Hope (2010)[1]
2. Her Daughter's Dream (2010)

### Документалистика
- Earth Psalms (2016)[1]
- A Path to Redeeming Love: A 40 Day Devotional (2020)
- Redeeming Love: A Companion Study (2020) – с Анджела Хънт

### Екранизации
- 2007 The Last Sin Eater
- 2022 Изкупителна любов, Redeeming Love